# Children of the Corn (2009)
Children of the Corn (Brasil: A Colheita Maldita) é um telefilme de terror de 2009. produzido, escrito e dirigido por Donald P. Borchers.
É o oitavo filme da série Children of the Corn.
Esse filme foi uma refilmagem, que foi feita para a TV e não para o Cinema como o filme original, Children of the Corn, indo ao ar no canal Sci-Fi em 26 de setembro de 2009. Um DVD do filme foi lançado logo em seguida.

## Enredo
O jovem casal Burton e Vicki acabam passando por um acidente na estrada e que assustados viajam para a cidade mais próxima, entretanto lá descobrem uma terrível seita, comandada por Isaac Chroner, um fanático pregador mirim que chega em Gatlin, uma cidadezinha de Nebraska, e consegue convencer as crianças a matarem todos os adultos do lugar. Segundo suas fortes palavras, o sangue de todos os adultos mortos serve para irrigar as vastas plantações de milho da cidade, tudo feito durante culto em adoração a uma entidade maligna, conhecida como "Aquele que caminha por trás da plantação".

## Elenco
- David Anders como Burton Stanton
- Kandyse McClure como  Vicky Stanton
- Daniel Newman como Malachai
- Preston Bailey como Isaac
- Robert Gerdisch como  Preacher Boy
- Jordan Schmidt como Bloody Knife Boy
- Remington Jennings como Joseph / Ahaz
- Austin Dreher como Freckled Boy
- Dominic Plue como Jacob
- Lexie Behr como Little Girl
- Creighton Fox como Peter
- Austin Coobs como Mark
- Jake White como Oldest boy
- Zita Vass como Ponytail girl
- Ryan Bertroche como  Amos